# هنري البرت شولتنز
هنري البرت شولتنز (اسخولتنز) ( 1152 - 1207 هـ / 1739 - 1793 م ) هو مستشرق هولندي، من أهل ليدن. والده هو المستشرق جان جاك شولتنز وجده هو المستشرق ألبرتوس شولتنز.
تعلم العربية والعبرية. رحل إلى أكسفورد وكمبردج في طلب العلم. نشر «أمثال الميداني» سنة 1773 م.